# Yutan (Nebraska)
Yutan je grad u američkoj saveznoj državi Nebraska. Prema popisu stanovništva iz 2010. u njemu je živjelo 1,174 stanovnika.